# 26395 Megkurohara
26395 Megkurohara è un asteroide della fascia principale. Scoperto nel 1999, presenta un'orbita caratterizzata da un semiasse maggiore pari a 2,4482111 UA e da un'eccentricità di 0,1337460, inclinata di 2,82785° rispetto all'eclittica.